# Políptico da Charola do Convento de Cristo
O Políptico da Charola do Convento de Cristo foi um conjunto de doze (12) pinturas a óleo sobre madeira de carvalho, tendo cada uma 4 metros de altura e 2,5 metros de largura, pintadas cerca de 1510 por pintor do renascimento que se julga ser o português Jorge Afonso, e que se destinaram a decorar os arcos cegos do deambulatório da Charola do Convento de Cristo, em Tomar, onde se encontram actualmente.:24
Do conjunto inicial restam actualmente cinco pinturas completas, uma incompleta e dois fragmentos de pintura. O tema central deste conjunto de pinturas compreende cenas da vida e da paixão de Jesus. Além destas pinturas de maiores dimensões, os altares e outras partes das paredes da Charola também possuíram pinturas sobre tábua (de menores dimensões e formato rectangular), atribuídas a Gregório Lopes ou ao seu círculo, destas restando apenas 3, uma delas fora do Convento de Cristo.
O Políptico da Charola do Convento de Cristo terá sido constituido, segundo conseguiu apurar Cyrillo Volkmar Machado junto dos monges do Convento em 1922, pelas seguintes doze pinturas (salientando-se as existentes)::24
- Baptismo de Cristo (incompleta);
- A Sinagoga;
- Ressurreição de Lázaro;
- Cristo e o Centurião;
- Entrada em Jerusalém;
- Ressurreição de Cristo;
- A Descida ao Limbo;
- Ascensão de Cristo;
- Nossa Senhora das Dores;
- Pentecostes (conserva-se apenas um fragmento).
- O Juízo Final;
- A Santíssima Trindade.

A Jorge Afonso, e à sua oficina, segundo a maioria dos estudiosos, foi encomendado este magnifico conjunto de pinturas que se destinaram a preencher os arcos cegos da Charola do Convento de Cristo. Mas para D. Markl e F. Pereira é impossível aproximar esta série de qualquer artista português. E referem que Luís Reis Santos ao traçar a personalidade artística do mestre lisboeta que com prudência designa por "presumível Jorge Afonso", refere que de espírito certamente culto, reflecte principalmente nas obras de Tomar e da Madre de Deus certos aspectos característicos tanto da pintura italiana como da flamenga e alemã. E que, "de forma geral, a iconografia das cenas evangélicas é consequente, em parte, de processos setentrionais, pintados e gravados".
Para o historiador de arte Vítor Serrão, estas grandes pinturas que decoram, desde a reforma manuelina do Convento de Cristo, os «oitavos» da antiga Charola templária, constituem um dos mais notáveis conjuntos da pintura portuguesa de todos os tempos. Face à monumentalidade da escala, à largueza da composição, ao rigor do desenho minucioso e ágil, à majestade das poses, ao calor do sentimento cromático, estas tábuas de forte ascendente neerlandês, mas também reveladores de fortes influxos provençais, assumem um papel fundamental na história da pintura portuguesa quinhentista, na medida em que testemunham a actividade de um grande artista, o Mestre da Charola de Tomar, responsável pela direcção de uma oficina homogénea de colaboradores, de onde saíram também (apesar das intervenções díspares) o Políptico do Convento da Madre de Deus, de Lisboa, e o da Igreja de Jesus, de Setúbal.

## Descrição
Os quadros grandes da Charola do Convento de Cristo constituem um exemplo das perplexidades com que se debate a crítica da pintura portuguesa antiga, resultando essas perplexidades em última instância das dúvidas acerca da sua autoria.:14 Os quadros estiveram guardados no IPCR onde foram tratados antes de serem devolvidos à Charola em 2001.:9;23

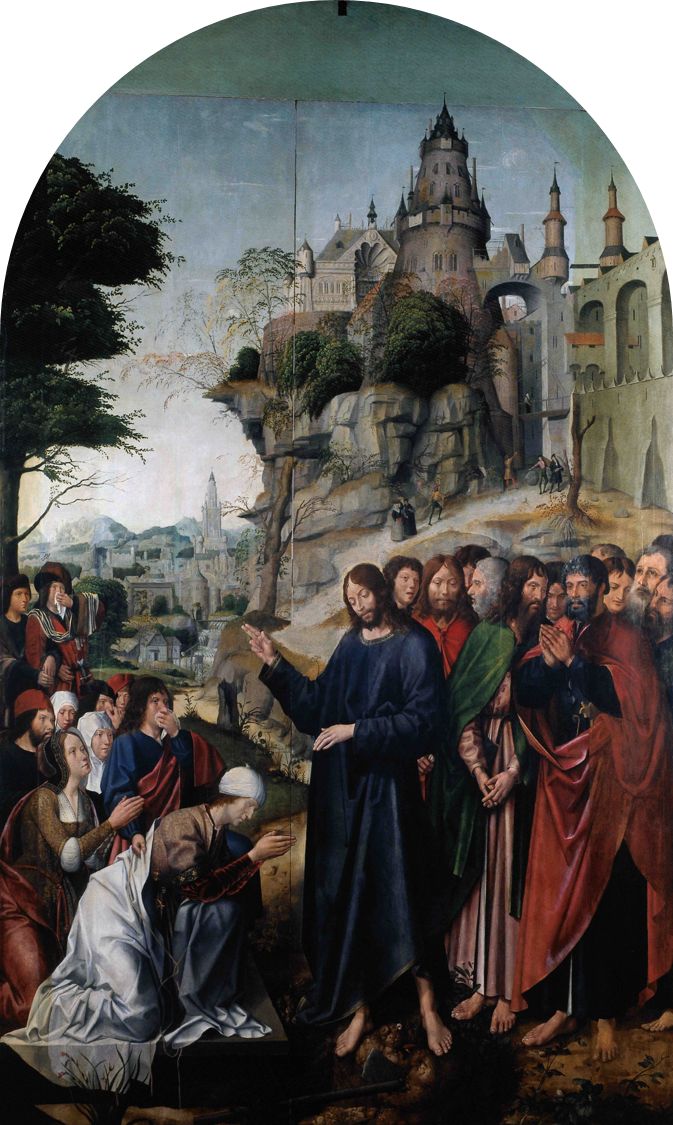
Ressurreição de Lázaro

Cruz Teixeira observa alguns aspectos comuns aos vários quadros::17
- A elevação da linha do horizonte e o alongamento das figuras resultantes da colocação das obras a altura elevada e do afastamento do espectador, sendo visíveis desequilíbriso notáveis, por exemplo no grupo da direita da Ressurreição de Lázaro onde só se prolongam as partes inferiores dos corpos;
- O carácter irrealista das arquitecturas e da sua implantação nas elevações;
- A falta de segurança na articulação das escalas, exemplificada nas figuras minúsculas que se encontram na colina esquerda da Entrada de Jesus em Jerusalém, solução talvez de recurso aplicada a posteriori;
- O tipo flamengo convencional das cabeças de Jesus e da maioria das figuras da Ressurreição de Lázaro e de várias outras nas restantes pinturas;
- A dureza do desenho também apontada por Reynaldo dos Santos, associada a uma densidade matérica desajustada;
- Os convencionalismos icónicos também desajustados.

Estas constantes, interpretadas por C. Teixeira como limitações técnicas, surpreendem-no se se tratar do  pintor régio Jorge Afonso que teria já então largos anos de actividade e que vai ser capaz, poucos anos posteriormente, de uma considerável evolução no Retábulo da Madre de Deus.:18
Apresenta-se a descrição dos painéis sobreviventes seguindo uma lógica narrativa.

### Ressurreição de Lázaro
A Ressurreição de Lázaro é uma das cinco pinturas completas sobreviventes do Políptico da Charola do Convento de Cristo e representa o episódio bíblico da Ressurreição de Lázaro.
Para Cruz Teixeira, verifica-se o mesmo desacordo interno nas figuras de Jesus e dos Apóstolos entre as zonas expressivas do rosto e as estruturantes dos mantos. Encontra também desajustamento entre o naturalismo que aparentemente se quer dar ao conjunto das figuras, e o absoluto irrealismo das arquitecturas de fantasia, elevadas sobre penhascos e desenhadas com inverosímeis decorações, que só o preciosismo degenerativo de Mabuse, ou de van Orley, ousaria imaginar. Vê também um carácter marcadamente flamengo tanto na generalidade das cabeças como na requintada e bela figura de Madalena.:19
Segundo Redol e Outros, o pintor que no século XIX restaurou Ressurreição de Lázaro, repetiu a torre em três níveis cilíndricos que se destaca no céu do lado direito bem como a arcaria que está adossada ao grande edifício central de forma cónica e que no conjunto faz lembrar a fachada sul do Convento de Cristo à qual se veio sobrepor, cerca de um século depois da remodelação manuelina da Charola, o majestoso Aqueduto.:22

### Jesus e o Centurião

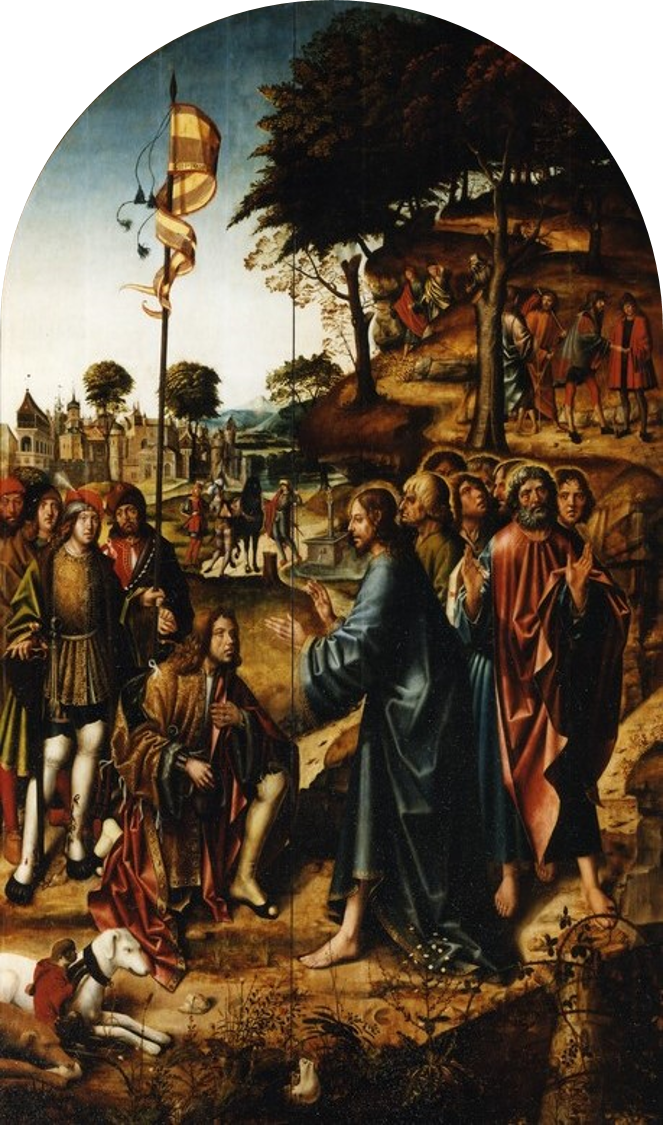
Jesus e o Centurião

Jesus e o Centurião é uma das cinco pinturas completas sobreviventes do Políptico da Charola do Convento de Cristo e representa o episódio bíblico de Jesus curando o servo do centurião (Mateus 8:5–13).
Para Luís Reis Santos, em Jesus e o Centurião alguns trechos recordam pormenores de quadros florentinos. Figuras como as do grupo da esquerda, como o portador do galhardete e os mais próximos, lembram pelo porte, pelas pregas e pelas modelações da indumentária, um mestre da Provença.
Para Cruz Teixeira, a figura de S. Pedro está desenhada analítica e minuciosamente na cabeça, e as mãos estão próximas da "verdade" de um flamengo, mas é totalmente diverso depois o tratamento do trajo. Por outro lado, a definição das escalas e o modo de articular os espaços fazem lembrar a pintura de Gerard David, embora este pintor flamengo desconhecesse os requintes do trajar do Centurião e dos seus acompanhantes e mais ainda o ondulante maneirismo, serpentinato, das duas pequenas figuras do grupo central em plano recuado, de um e de outro lado do cavalo.:18:19
Ainda para Cruz Teixeira, o trajo da figura da esquerda de Jesus aproxima-se do correspondente de Abraão e Melquisedeque de Francisco Henriques e o Centurião tem as mesmas sandálias de Abraão.:19
Nesta pintura ainda é de salientar a representação simultânea das duas visões do cão que se encontram plasmadas no bestiário e no pensamento da época: o cão negro que rói um osso, “o cão que rói é uma imagem negativa, síntese do mal”, e ao mesmo tempo do cão branco, sereno e fiel, algo que, na opinião de Dagoberto Markl e Fernando António Pereira não só representa o “combate entre o bem e o mal, entre a virtude e o vício”, como indicia também uma cultura artística especificamente flamenga.
Ainda para Vítor Serrão, a composição de Jesus e o Centurião, se acaso de Jorge Afonso, foi concebida em comunhão com os seus colaboradores de oficina e reflecte a grandiosidade erudita de um estilo áulico e cosmopolita, onde os códigos góticos tradicionais, ainda patentes em certos pormenores, dão lugar já a uma plena «modernidade» renascentista, de que o sentido precioso da perspectiva e o realismo das carnações e tecidos são a prova mais evidente.
Jesus e o Centurião esteve exposto na exposição "Feitorias" no Museu de Belas Artes de Antuérpia em 1991, no âmbito do festival "Europalia", exposição que foi reposta em Lisboa no ano seguinte na exposição "No Tempo das Feitorias".:23

### Entrada de Jesus em Jerusalém

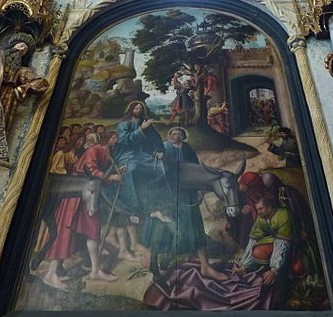
Entrada de Jesus em Jerusalém

A Entrada de Jesus em Jerusalém é uma das cinco pinturas completas sobreviventes do Políptico da Charola do Convento de Cristo e representa o episódio bíblico da Entrada triunfal em Jerusalém.

### Ressurreição de Cristo
A Ressurreição de Cristo é uma das cinco pinturas completas sobreviventes do Políptico da Charola do Convento de Cristo e representa o episódio bíblico da Ressurreição de Cristo.
Para Cruz Teixeira, esta pintura apresenta desequilíbrios problemáticos, quase a lembrar as incipiências formais das composições maiores da oficina de Frei Carlos.:19

### Ascensão de Cristo
A Ascensão de Cristo é uma das cinco pinturas completas sobreviventes do Políptico da Charola do Convento de Cristo e representa o episódio bíblico da Ascensão de Jesus.
Para Cruz Teixeira, verifica-se  o geral esquematismo e a rigidez da construção das figuras a par de algumas cabeças tratadas com qualidade. Encontra ainda o duro geometrismo do desenho, o efeito quase metálico das texturas, o carácter duro e matérico das nuvens, a rudeza técnica e o arcaísmo dos anjos que se apresentam imensos mas de cabeças desproporcionadamente pequenas.:19
A Ascensão de Cristo integrou a exposição "Francisco Henriques. Um pintor em Évora no tempo de D. Manuel I" realizada em 1997.:23

## Apreciação

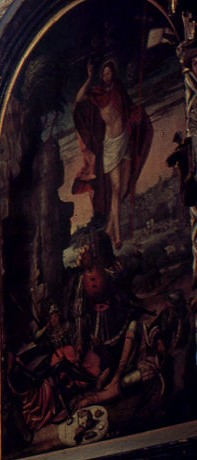
Ressurreição de Cristo

Para o historiador de arte Adriano de Gusmão (1908-1989), na introdução do seu texto sobre as Pinturas Murais da Charola referia em 1955 que na monumental Charola, que foi através dos tempos ornamentada de pinturas de várias épocas, as pinturas mais conhecidas são as grandes tábuas quinhentistas, arredondadas em cima, dum mestre que ainda era desconhecido e que se tem chegado a supor que seja português. Contudo pareci-lhe então que o artista destas soberbas tábuas deve ser antes um nórdico, pelo estilo e qualidade de desenho e pintura.
Para Reynaldo dos Santos, as «grandes tábuas da Charola de Tomar» caracterizam-se por excelente composição, desenho um pouco duro, matéria densa em que dominam os tons escuros, fundos aflamengados de paisagem convencional, como aflamengada é a cabeça de Cristo e de outras personagens que o acompanham. Domina um carácter de monumentalidade, figuras de tamanho natural e um certo alongamento explicável pela altura a que deviam ser colocadas.
Prossegue Reynaldo dos Santos referindo que pelo estilo e pela indumentária, estes quadros pertencem ao primeiro quartel do século XVI, em que dominava a influência de Henriques; mas a matéria não tem a fluidez e à cor falta a riqueza de nuances deste último mestre. O desenho, em geral largo, não tem mesmo descontando a escala das figuras, a finura do dos painéis de Francisco Henriques, embora certas mãos o sugiram. Na tábua da Ascensão, S. João, visto de perfil, lembra no carácter do desenho e dos cabelos, certas figuras do Mestre do Retábulo de Viseu, mestre que o historiador alemão Ferdinand Justi aproximara de Henriques. Tudo sugere portanto que o autor dos quadros da Charola é um contemporâneo de Henriques, educado no gosto e nas tradições da pintura flamenga, mas com um sentimento da matéria, da cor e da monumentalidade da composição que apontam para um português.
E conclui Reynaldo dos Santos referindo que não seria de admirar que um dia se pudesse identificá-lo como sendo Jorge Afonso, o qual pela geração a que pertenceu, que era também a do seu cunhado Francisco Henriques, estava em plena actividade no período em dominava o goto flamengo.

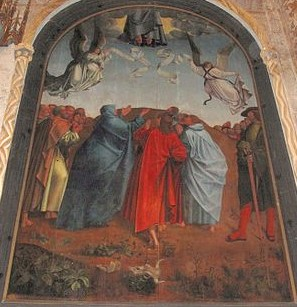
Ascensão de Cristo

George Kubler e Martin Soria, em 1959, comparando as pinturas de Tomar e as da Madre de Deus, referem que as seis pinturas de Tomar impressionam pela sua dimensão monumental e pelo seu temperamento conseguido apesar das múltiplas minudências. As semelhanças entre as duas séries são esmagadoras. Com perícia anatómica, as cabeças, as mãos e os pés são construidos do mesmo modo em ambas as séries, embora os painéis da Madres de Deus sejam um pouco melhores correspondendo aos progressos do autor.:15
Prosseguem Kubler e Soria na comparação entre as duas séries apontando que cabeças do mesmo tipo são agrupadas do mesmo modo, idênticas caras rosadas, pernas agrupadas, idênticos contornos de rochas ciclópicas e nos fundos figuras magras de pernas de aranha. Em ambas as séries a arquitectura com as mesmas torres redondas com cataventos, nos mesmos arcos abatidos de perspectiva incorrecta, medalhões, nichos em forma de concha, colunas de mármores castanho. Mas na Madre de Deus o pintor revela grandes progressos no uso da luz e da sombra sendo o modelado mais cuidado e acabado.:15
Cruz Teixeira em conclusão aponta nomeadamente para a imaturidade técnica de Jorge Afonso, porque não há razão para atribuir a outros intervenientes os elementos contraditórios em cada uma das pinturas. Refere também que sendo a concepção e a estrutura de muitas cabeças de tipo flamengo, ao mesmo tempo verifica-se uma arquitectura fantasista, um carácter esquemático de muitos relevos, pouco interesse pelas texturas, e uma modelação larga dos volumes sem acidentes e luz que os possam valorizar.:19

## História
Rafael Moreira refere uma verba de pagamento a Jorge Afonso em 5 de Novembro de 1513 respeitante a "oito arrates de óleo e vermelhã e de zarcão para as grades da obra" registada no Livro da Despesa das Obras do Convento de Tomar. Deste e de outros pagamentos a outros artífices deduziu R. Moreira que Jorge Afonso levara para Tomar uma equipa de mesteirais.:16
Redol e Outros consideram que se Jorge Afonso fosse o responsável geral da obra os pagamentos pela Coroa deveriam ter sido feitos a ele (que a seguir pagaria aos outros artífices), mas consideram que tal não invalida que o referido Jorge Afonso fosse o pintor régio cuja presença em Tomar está documentada em 1512.:16
A partir de 1530 Frei António de Lisboa é encarregado por D. João III da reforma da Ordem de Cristo, e no âmbito das suas atribuições decide proceder à reforma da Charola e do Convento tendo chamado mestres estrangeiros, nomeadamente Reimão d´Arras e Francisco Lorete que trabalharam no restauro dos quadros grandes da Charola, no qual participou também Fernão Roiz, pintor privativo do Convento.:20
Os quadros da Charola foram novamente repintados entre 1573-75 por Fernando Roiz para "acordar as cores novas das velhas, em todos os painéis que hão mister ... e desassentar muitas vezes os painéis e os tornar a pôr e pintar de novo algumas figuras que estavam apagadas", conforme confirmou o pintor Simão de Abreu avaliador desta tarefa. Simão de Abreu trabalhou mais tarde com Domingos Vieira, entre 1592-95, numa nova campanha de repintura.:20
Em meados do século XVIII, o Convento de Cristo estava bastante arruinado, tendo D. Maria I decidido a realização de obras de restauro da estrutura incluindo retoques das pinturas, com a recomendação de nada se alterar.:21
Em 1836, após a extinção das ordens religiosas, a pintura do Convento de Cristo foi integrada na Academia de Belas Artes onde eram péssimas as condições de conservação. Em relatório de 1869 aponta-se a completa ruína dos mais preciosos exemplares das escolas estrangeiras e portuguesa e a falta de conservação adequada e de higiene da maioria dos quadros, tendo o Estado em 1879 arrendado o Palácio das Janelas Verdes para nele instalar o Museu Nacional de Arte Antiga e as pinturas antigas mais valiosas.:21
O Conde de Tomar, proprietário então de boa parte do Convento de Cristo, e a Câmara Municipal da então vila diligenciaram para o regresso das pinturas ao Convento, o que não ocorreu logo porque D. Maria II havia decidido o seu restauro que decorreu entre 1852-1855 e mais tarde entre 1861-67.:21:22
1940 foi o ano da exposição "Os Primitivos Portugueses", integrada nas comemorações do oitavo centenário do estado e da nação portugueses, onde tiveram expostos Ressurreição de Lázaro, Jesus e o Centurião e Entrada de Jesus em Jerusalém. É um ano marcante para a história e para o conhecimento da pintura portuguesa antiga dado que a exposição e o seu catálogo elaborado com a direcção de Reynaldo dos Santos gerou a consciência do valor desse património tanto na comparação com a pintura europeia sua contemporânea como pelas relações que com esta manteve e pela especificidade que demonstrava.:14

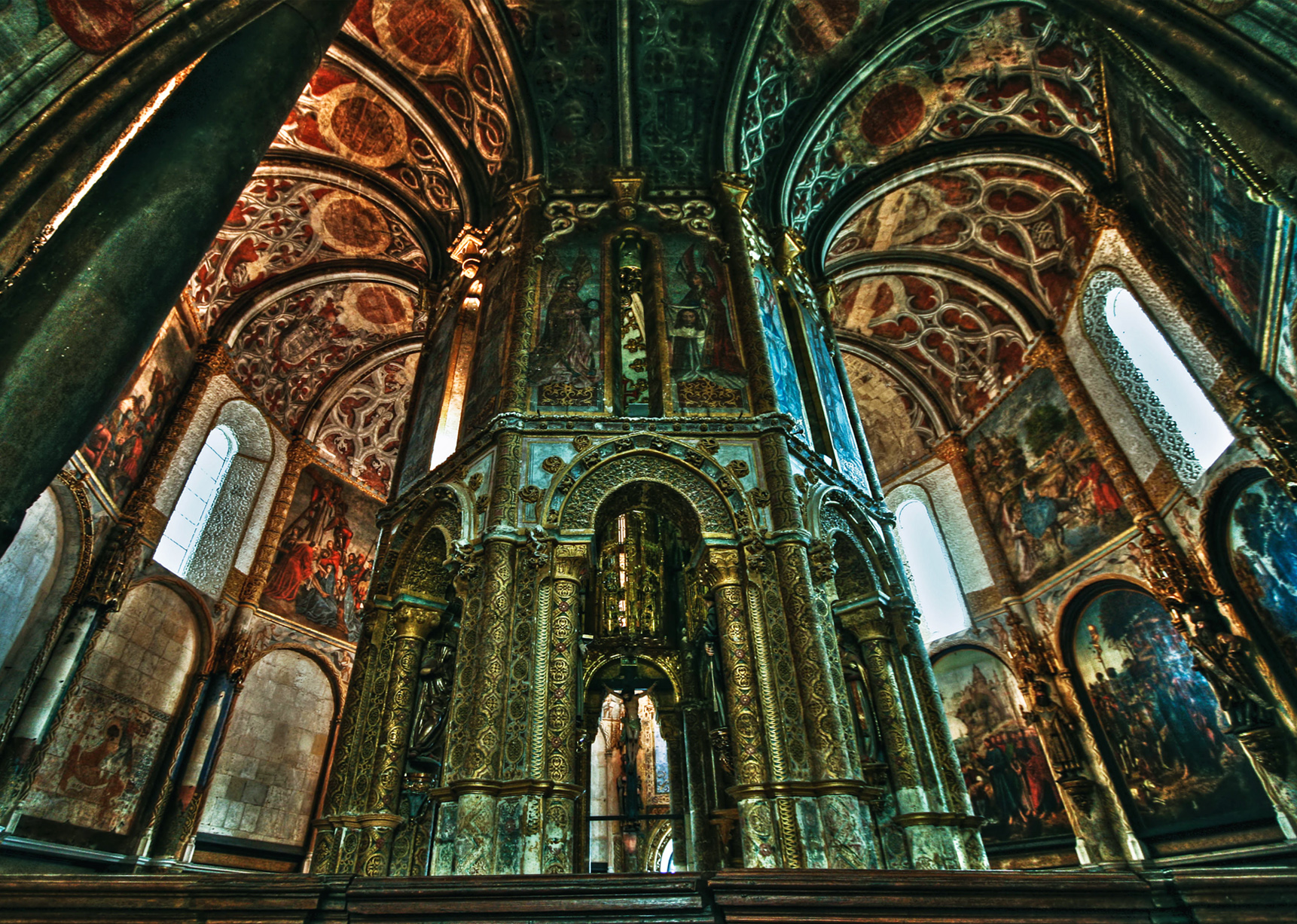
Imagem da Charola do Convento de Cristo

Podendo considerar-se como corolário da exposição de 1940, o historiador Myron Malkiel-Jirmounsky (1890-1974) publica em 1941 Problèmes des Primitifs Portugais em que referindo que os pintores em Portugal pintam em parceria contrariando a expressão artística individual emergente, avança sobre as influências estrangeiras referindo que "sobre um  fundo tratado à italiana, aparecem os rochedos que fazem pensar na escola de Colmar e as figuras cujas cabeças atestam o sfumato lombardo".:14
Ainda sobre os quadros grandes da Charola, Malkiel-Jirmounsky, em Vers une méthode dans les études des "primitifs portugais" de 1942, refere que "são de um estilo, ou antes, de estilos completamente diferentes".:14
A crítica destas obras foi continuada por Luís Reis Santos e por George Kubler e Martin Soria que mantendo a abertura para a possibilidade de participação de mais de um pintor no conjunto, ou até mesmo em quadros individuais, vão mais longe a atribuem a Jorge Afonso, ou ao "presumível Jorge Afonso" como refere Reis Santos em 1966.:14
Estes autores procedem também a uma ligação entre a série de Tomar e o Políptico do Convento da Madre de Deus e o de Setúbal, com base numa caracterização mais lacta por parte de Reis Santos e mais desenvolvida por Kubler e Soria.:15
Kubler e Soria comparando as pinturas de Tomar e as da Madre de Deus, referem que as seis pinturas de Tomar, impressionantes pela sua monumentalidade, foram criadas à volta de 1510, porque um dos quadros da série da Madre de Deus tem a data de 1515, e sendo o autor de ambas as séries o mesmo, pois as semelhanças entre elas são esmagadoras, a da Madre de Deus é posterior.:15
Numa visão estruturalista actualizada, Kubler e Soria acabam por esquecer a datação tradicional dos quadros de Tomar obtida indirectamente a partir das datas documentadas do programa escultórico e de talha.:15
Para Redol e Outros, em 1991 verifica-se um novo contributo importante para a crítica das pinturas grandes de Tomar com a dissertação de José C. C. Teixeira. Nesta obra ainda não publicada, Cruz Teixeira faz uma análise aprofundada das obras de pintura portuguesa dos séculos XV e XVI com uma metodologia de raiz estruturalista.:17